# Mr.ミスター
Mr.ミスター（ミスター・ミスター、Mr. Mister）は、アメリカ合衆国のバンド。1980年代半ばに2曲の全米1位ヒットを放った。

## 略歴

### 活動期
ロサンゼルスでスタジオ・ミュージシャンとして活動していたリチャード・ペイジ、スティーヴ・ジョージが1978年に結成した「ペイジズ」を前身とする。1981年のペイジズ解散後、ペイジとジョージはスタジオ・ミュージシャンへの復帰を経て、新たなメンバーにスティーヴ・ファリスとパット・マステロットを迎えた新バンドMr.ミスターを結成、1984年にデビューした。
この直後、リチャード・ペイジはボビー・キンボールの後任ボーカリストとしてTOTOに誘われ、また同時にピーター・セテラの後任ボーカリスト兼ベーシストとしてシカゴにも誘われた。両者とも超大物バンドであり、ペイジにとっては大出世の話だったが、自身のバンドを続けるためにいずれも断っている。
1985年、2作目のアルバム『ウェルカム・トゥ・ザ・リアル・ワールド』からシングルカットされた「ブロウクン・ウィングス」が全米1位を記録。続くシングル「キリエ」も1位、アルバムも1位の大ヒットとなり、バンドはブレイクした。
しかし1987年のアルバム『ゴー・オン』は意欲作だったもののセールスに恵まれなかった。このアルバムでは、リチャード・ペイジたちが矢沢永吉に提供した「サムシング・リアル」をカバーしている。
1989年にスティーヴ・ファリスが脱退。バジー・フェイトン（バズ・フェイトン）、トレヴァー・ラビンらのサポートで次作『PULL』をレコーディングしたが、レコードレーベルがリリースを拒否し、お蔵入りとなってバンドは翌1990年に解散した。なお、この『PULL』は20年後の2010年にリチャード・ペイジの自主レーベル「Little Dume」からリリースされて日の目を見ることとなった。

### 解散後の動向
その後、それぞれのメンバーはスタジオ・ミュージシャンとしての活動を再開した。
リチャード・ペイジは、マドンナのシングル「アイル・リメンバー」の作曲を手助けした。これを機に知り合ったプロデューサー、パトリック・レナードとバンド「サード・マチネ」を組み、1994年にアルバム『Meanwhile』をリリース。その後ソロとして1996年に『シェルター・ミー』を発表するが、どちらもセールスに恵まれなかった。2003年には、竹内まりやの「純愛ラプソディ」を英語でカバーしている。また、2012年からはリンゴ・スターの「リンゴ・スター&ヒズ・オール・スター・バンド」にベーシストとして参加。2013年2月に行われた日本公演では「キリエ」「ブロウクン・ウィングス」などを披露した。
スティーヴ・ファリスは、1997年にはホワイトスネイクのツアーにギタリストとして参加、2000年にはドン・ヘンリーのツアーに参加している。
スティーヴ・ジョージは、1991年から1997年までケニー・ロギンズの音楽ディレクターとしての仕事をし、1999年にはジュエルのツアーに参加。それ以後はソロ・アルバムをリリースする計画をすすめている。
パット・マステロットは、自身のバンド「プロメテウス」を経て、キング・クリムゾンやスティック・メンのドラマーとなった。
そして時を経た2023年、ペイジとジョージの誕生日を祝う名目で解散から33年ぶりに再集結し、一夜限りのプライベートライブが実現した。

## メンバー
- リチャード・ペイジ（英語版） (Richard Page) - リードボーカル、ベース
- スティーヴ・ジョージ（英語版） (Steve George) - キーボード、サックス、バックボーカル
- スティーヴ・ファリス (Steve Farris) - ギター、バックボーカル (1982年-1988年)
- パット・マステロット (Pat Mastelotto) - ドラム、パーカッション

## ディスコグラフィ

### アルバム
- 『アイ・ウェア・ザ・フェイス』 - I Wear the Face (1984年)
- 『ウェルカム・トゥ・ザ・リアル・ワールド』 - Welcome to the Real World (1985年)
- 『ゴー・オン』 - Go On... (1987年)
- 『PULL』 - Pull (2010年)

### シングル
- "Talk the Talk" (1984年)
- 「ハンターズ・オブ・ザ・ナイト」 - "Hunters of the Night" (1984年)
- 「ブロウクン・ウィングス」 - "Broken Wings" (1985年)
- 「キリエ」 - "Kyrie" (1985年)
- 「イズ・イット・ラブ」 - "Is It Love" (1986年)
- 「ブラック/ホワイト」 - "Black/White" (1986年)
- 「サムシング・リアル」 - "Something Real" (1987年)
- "Healing Waters" (1987年)
- 「ザ・ボーダー」 - "The Border" (1988年)
- 「スタンド・アンド・ディリヴァー」 - "Stand and Deliver" (1988年)